# Staeble-Werk

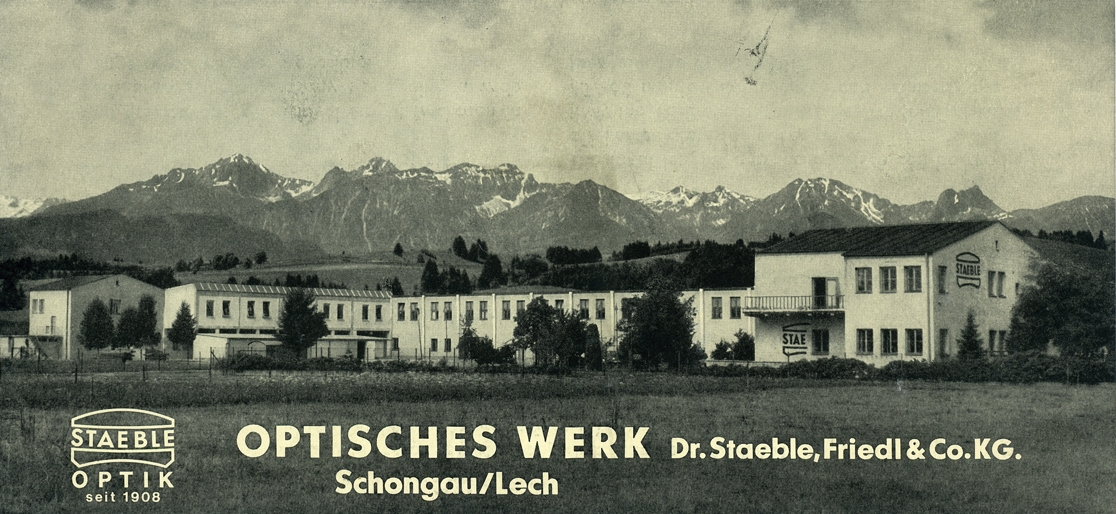
Staeble-Werk am neuen Standort in Altenstadt bei Schongau

Die Optisches Werk Dr. Staeble & Co., Gesellschaft mit beschränkter Haftung (Staeble-Werk, Staeble-Optik) war ein deutscher Traditionshersteller von Objektiven. Das Staeble-Werk produzierte Serienobjektive für Aufnahme, Projektion, Reprofotografie und Vergrößerung im Auftrag von nationalen und internationalen Kamera- und Gerätefabriken. In geringem Umfang wurden auch Projektoren und Kameras vertrieben.

## Geschichte
Das Staeble-Werk wurde am 5. Mai 1908 in München gegründet. Das Stammkapital betrug anfänglich 120.000 Mark; Gesellschafter und erste Geschäftsführer waren A. Neumann, O. Jaeger und Franz Staeble. Bereits 1914 wurde ein 64-seitiger Katalog herausgebracht. 1938 wird der Dipl.-Kaufmann Otto Friedl Teilhaber der Firma, die dann als “Optisches Werk Dr. Staeble, Friedl & Co.KG” firmiert.
Namengebender Gründer war Franz Staeble (1876–1950), der 1901 an der Ludwig-Maximilians-Universität, München, mit einer Arbeit zur Untersuchung der Flächen, deren Krümmungs-Linien bei orthogonaler Projektion auf eine andere Fläche wieder Krümmungs-Linien werden promoviert wurde. Referent war Carl Louis Lindemann, Korreferent Gustav A. Bauer. Staeble berechnete u. a. das Rodenstock Imagon.
Im Sommer 1944 wurde das Staeble-Werk auf Befehl der Luftwaffe nach Schongau in Bayern verlegt. Das Unternehmen fand zunächst Unterschlupf in den Räumen einer Käsehandlung.
1953 zog das Werk auf den ehemaligen Militärflugplatz in Altenstadt bei Schongau in den Ausbau einer ehemaligen Instandsetzungshalle für Flugzeuge. 1954 waren Otto Friedl und seine Ehefrau Inhaber des Unternehmens, Friedl leitete das Unternehmen, bis er es mit Wirkung zum 1. November 1969 im Alter von 67 Jahren an die Agfa-Gevaert AG verkaufte.  Der Vertriebsname Dr. Staeble & Friedl GmbH wurde zunächst beibehalten. 1992 erfolgte die Umbenennung in AGFA Optikzentrum Werk Altenstadt.
Im Jahre 2003 wurde die Produktion nach Peiting verlagert. Die Liegenschaft ging an die Lechmotoren GmbH, ein Unternehmen von Jenoptik.

## Produkte

### Projektionsobjektive und Projektoren

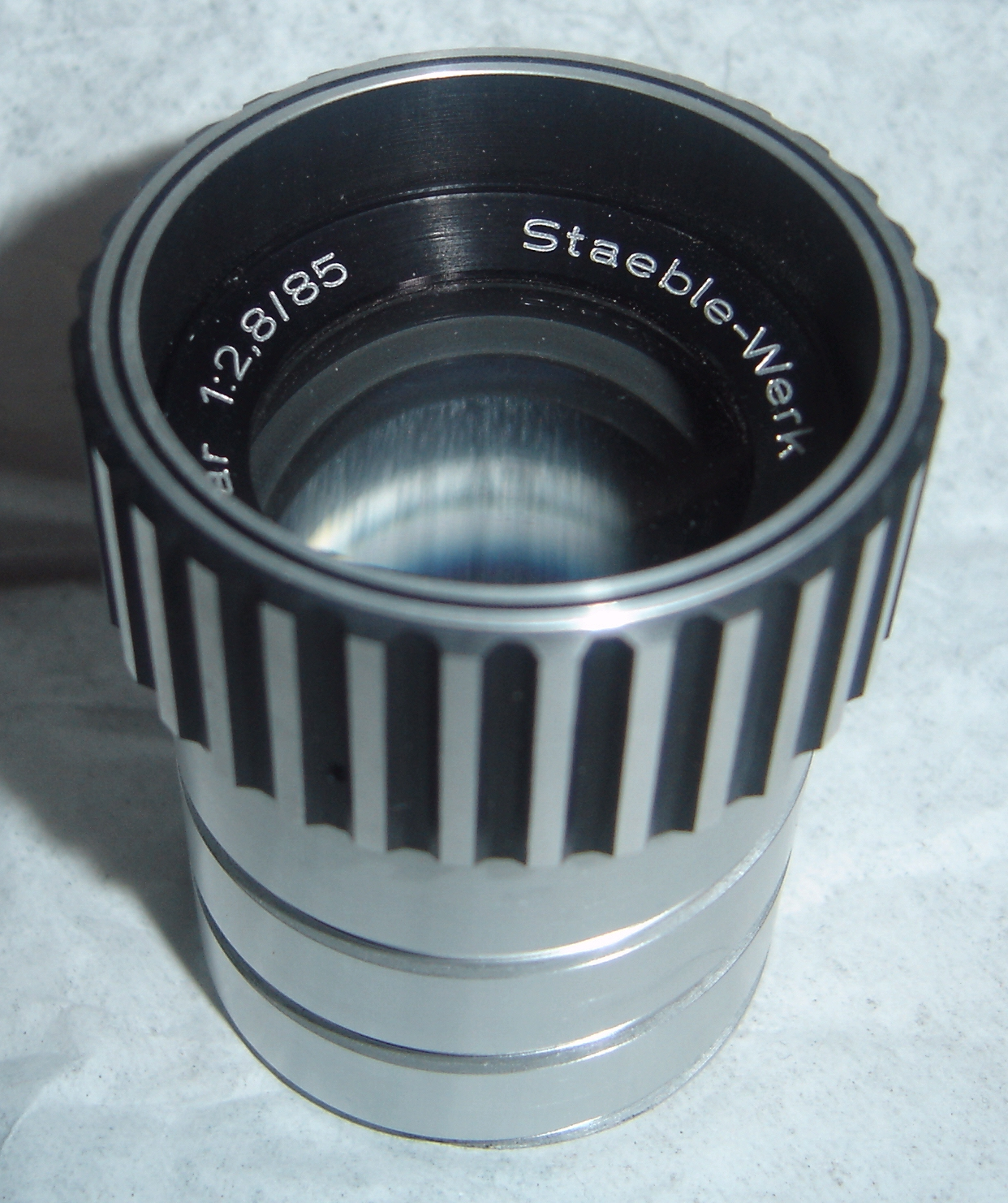
Standard-Projektionsobjektiv Stellar
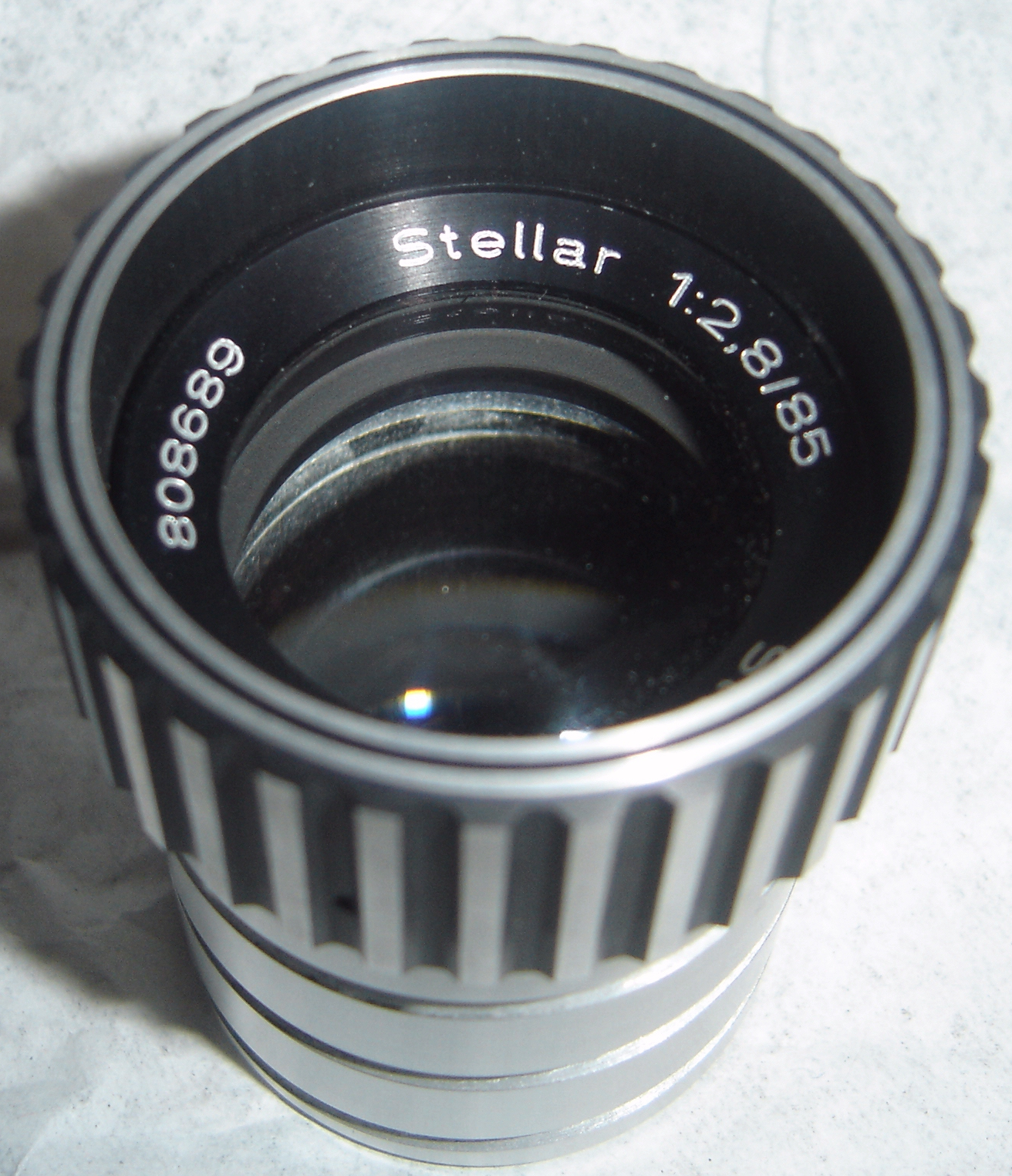
Spezifikation 1:2,8/85 mm
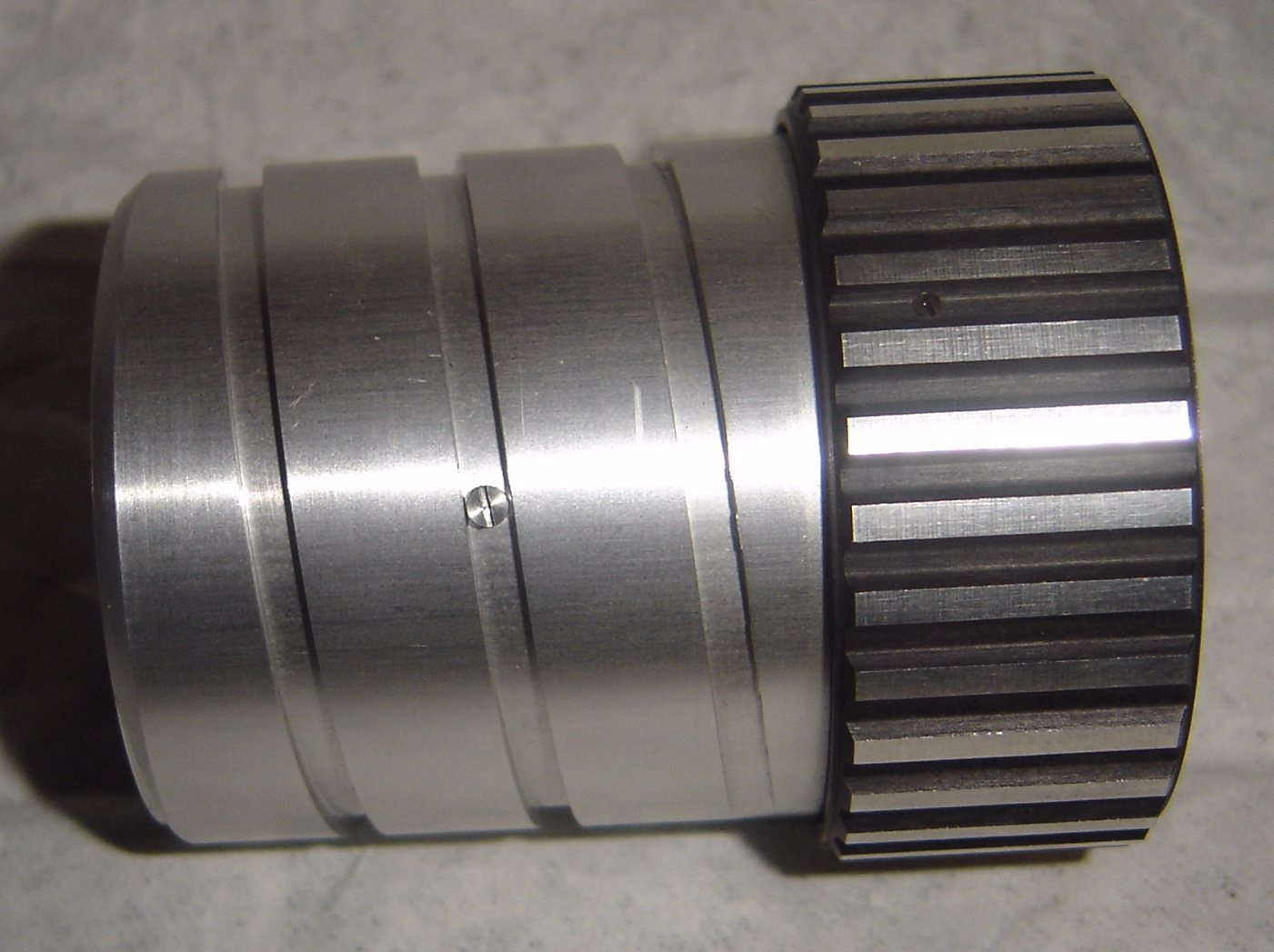
Es handelt sich um optisch um Cooke-Triplets

Die Produktpalette an Projektionsobjektiven begann im Weitwinkelbereich mit dem Trigon 1:2,5/40 mm. Das Weitwinkel-Trigon wurde auch in selbst vertrieben Projektoren eingesetzt. Ein recht lichtstarkes Trigon 1:2,5/100 mm fand an einem Braun Paximat Verwendung. Ebenfalls für Paximat-Modelle wurde ein Paxigon 1:2,8/85 mm produziert. Mäßig lichtstarke Projektionsobjektive dieser Spezifikation waren für viele Jahre der Nachkriegsstandard für die Projektion von Kleinbild-Dias in Deutschland.
Eine verbreitete Serie von Projektionsobjektiven war das Stellar. Neben dem Standard-Stellar 1:2,8/85 mm wurden auch ein Stellar 1:2,8/55 und ein lichtstärkeres Super Stellar 1:2,5/85 produziert (z. B. eingesetzt an einem Braun Paximat-S electric).

### Kameraobjektive

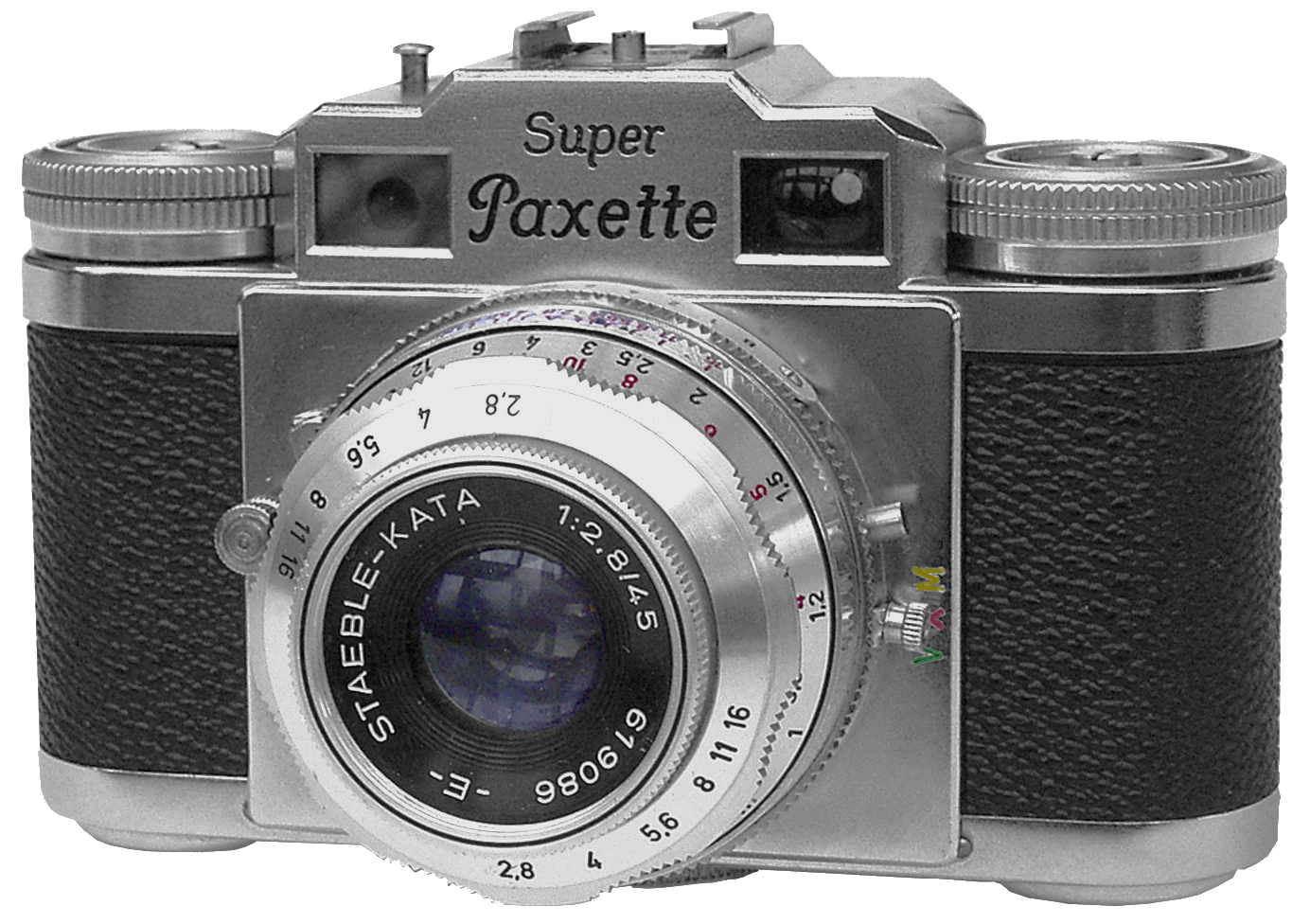
Staeble-Kata 1:2,8/45 mm an Braun Super Paxette
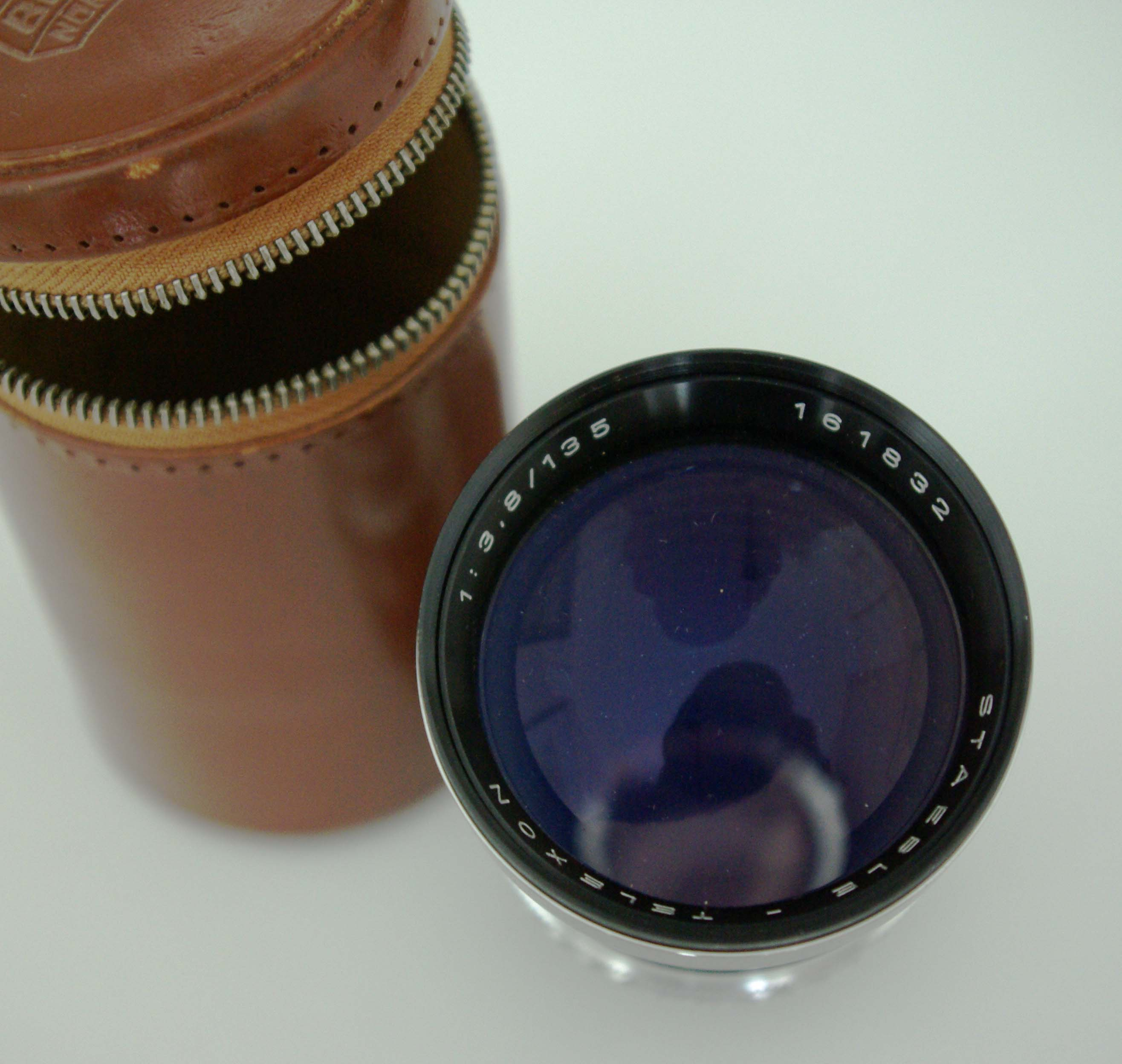
Staeble-Telexon von oben
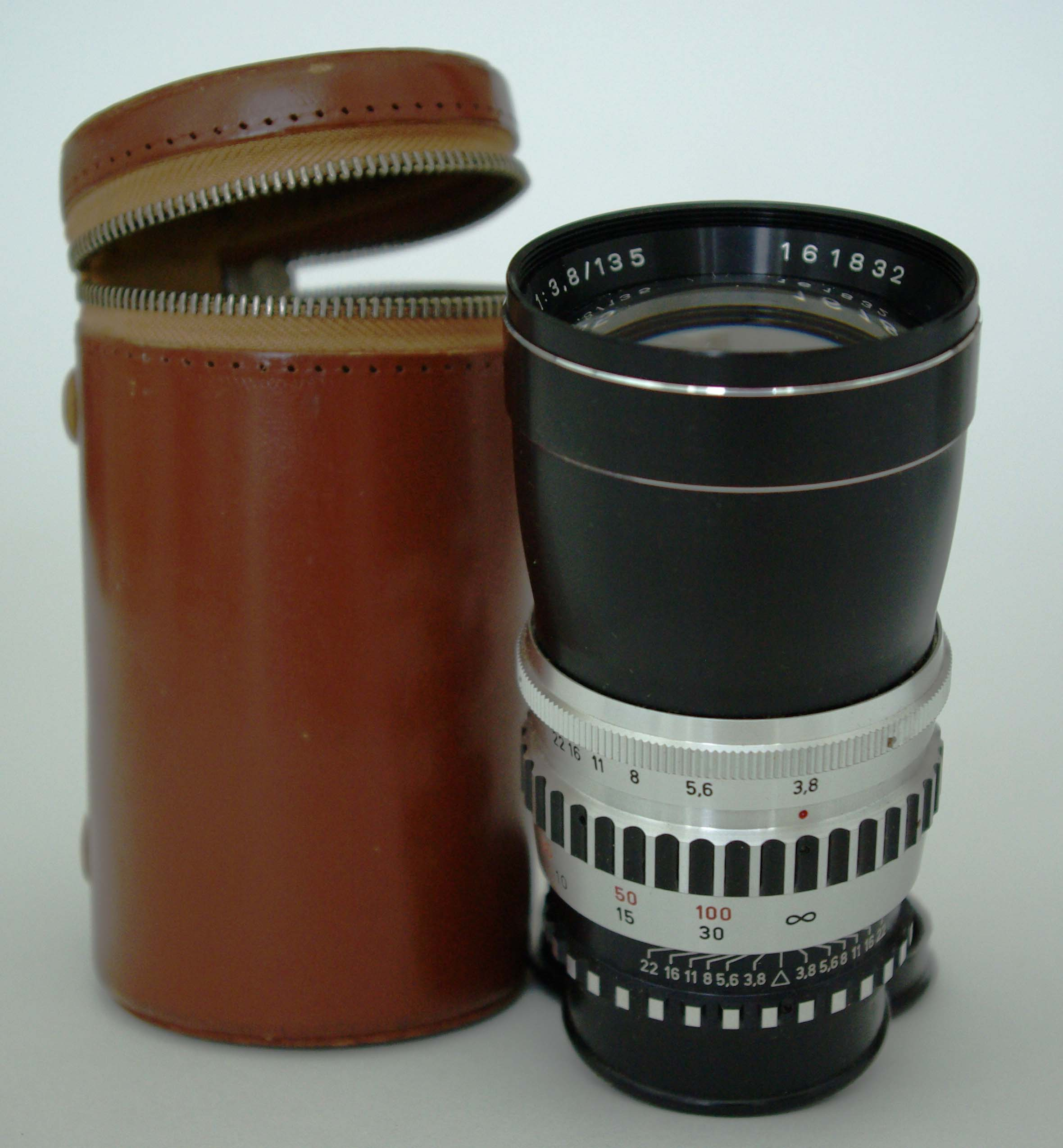
Staeble-Telexon von der Seite

Ein frühes Kameraobjektiv ist der Anachromat 1:6.3/150 mm. Ein Dr. Staeble Doppel-Anastigmat Choroplast
mit der etwas längeren Brennweite 1:6,3/19,5 cm war um einen Compur-Verschluss für eine Braun Paxina gefertigt. Radiplast war ein weiterer Doppelanastigmat der Staeble-Werke, hier für eine Braun Paxette II. Ebenfalls für die Paxette gab es ein Staeble-Choro 1:3,5/38 mm sowie ein Staeble-Choroplast 1:4,5/38 mm.
1949–1953 wurde das Kataplast 1:2,8/45 mm hergestellt. Dieses Kleinbild-Objektiv ließ sich von 1:2,8 auf 1:16 abblenden und hatte eine Einfachvergütung. Die enge Zusammenarbeit mit dem Nürnberger Optikunternehmen Braun zeigte sich auch in der Verwendung eines weniger lichtstarken Kataplast 1:3,5/75 mm an einer Carl Braun Paxina II, einer Mittelformatkamera. Auch dies war ein einfachvergütetes, manuelles Objektiv.
An der weiterentwickelten Braun Paxette II L findet sich ein Staeble-Katagon 1:2,8/50 mm. Identisch spezifizierte Objektive wurden auch als braun-katagon vertrieben; ähnlich ist das Kata 1:2,8/45 mm für die Paxette. Ein moderneres, leistungsfähigeres Design als das Katagon ist das Staeble-Color Ultralit, das als 1:2.8/50-mm-Objektive ebenfalls für die Paxette II geliefert wurde.
Als Weitwinkelobjektiv gab es das Staeble-Lineogon 1:3,5/35 mm. Das Lineogon wurde mit Objektiv-Anschlüssen M39 und M42 angeboten, u. a. für die Super-Paxette II. Ebenfalls an einer Paxette II fanden das Staeble-Telon 1:5.6/85 mm sowie das Staeble-Telexon 1:3,8/135 mm Verwendung.
Es wurden weitere Objektive mit M39-Anschlüssen passend für Leica-Sucherkameras hergestellt (Trigon 1:2,8/50 mm, Tetragon 1:2,8/50 mm, Telexon 1:3,8/135 mm und 1:5,6/90 mm).
Für die Großformat-Fotografie war das Ultraplast 1:9/600 mm in Angebot.

Staeble-Lineogon von oben
Staeble-Lineogon von der Seite

### Kameras
Das Staeble-Werk fertigte 1936 die  Staeble-Tricolor-Camera. Es handelte sich um eine Kamera für 9 × 12 cm Großformat-Negative. Als Objektiv fand der Doppel-Anastigmat Choroplast 1:6,3/19,5 cm Verwendung. Die Kamera besaß ein speziell patentiertes „Farbsystem“.

### Sonstige Produkte
Es wurden auch Komponenten für Zielfernrohre hergestellt. Eine bedeutende Produktlinie waren Objektive für Reprokameras für die Druckvorstufe, die unter verschiedenen Namen vermarktet wurden (Staeble Ultragon, Agfa Super-Intergon, Eskofot, Helioprint u. a.). Vermutlich wurde auch die Agfa Repromaster-Objektivserie im Staeble-Werk gefertigt. Weiters wurden Balgenobjektive für Makroaufnahmen wie das Staeble-Katagon 1:4,5/60 mm hergestellt, die auch von Novoflex als Macro-Noflexar oder als Novoflex Staeble-Katagon vermarktet wurden. Manche dieser Objektive kamen auch als Vergrößerungsobjektive zum Einsatz.